# Sokponta
Sokponta è un arrondissement del Benin situato nella città di Glazoué (dipartimento delle Colline) con 6.336 abitanti (dato 2006).

## Amministrazione

### Gemellaggi
- Fubine Monferrato[2]